# رالف بانكس
رالف بانكس (بالإنجليزية: Ralph Banks)‏ (20 يونيو 1920 في المملكة المتحدة - 1 أكتوبر 1993 ببولتن في المملكة المتحدة) هو لاعب كرة قدم بريطاني (وحمل سابقاً جنسية المملكة المتحدة لبريطانيا العظمى وأيرلندا) في مركزي الدفاع والظهير. لعب مع بولتون واندررز ونادي ألدرشوت.